# 利明頓
利明頓（Lymington）是位於英格蘭漢普郡的一個城鎮。這裡的主要產業是旅遊業。據2011年人口普查，利明通有人口15,407人。

## 友好城市
- 法國 维特雷